# Résolution 787 du Conseil de sécurité des Nations unies
Membres permanents
- Chine
- États-Unis
- France
- Royaume-Uni
- Russie

Membres non permanents
- Autriche
- Belgique
- Cap-Vert
- Équateur
- Hongrie
- Inde
- Japon
- Maroc
- Venezuela
- Zimbabwe

Résolution no 786 Résolution no 788
La résolution 787 du Conseil de sécurité des Nations unies, adoptée le 16 novembre 1992, après avoir réaffirmé la résolution 713 (1991) et toutes les résolutions ultérieures sur le sujet, a appelé les parties de Bosnie-Herzégovine à considérer le projet de constitution-cadre comme base de négociation d'un règlement politique du conflit dans le pays et a ensuite imposé de nouvelles sanctions internationales à la république fédérale de Yougoslavie (Serbie et Monténégro).
Le Conseil de sécurité a ensuite réaffirmé que la prise de territoire par la force, en particulier la pratique du nettoyage ethnique, est inacceptable, appelant toutes les parties à respecter l'intégrité territoriale de la Bosnie-Herzégovine et affirmant que toute entité autoproclamée unilatéralement ou tout arrangement imposé en violation celui-ci ne sera pas accepté. Il a également condamné toutes les parties en Bosnie-Herzégovine, en particulier les forces paramilitaires serbes de Bosnie, pour leur refus de se conformer aux résolutions antérieures du Conseil de sécurité. Le Conseil a également exigé que cessent toutes les ingérences extérieures en Bosnie-Herzégovine, notamment que toutes les forces, en particulier les éléments de l'armée croate, soient retirées, dissoutes ou désarmées. Il appelle toutes les parties à respecter leurs engagements, à mettre en œuvre un accord de cessation immédiate des hostilités, à participer à la négociation au sein du groupe de travail militaire mixte et de mettre fin au siège de Sarajevo et d'autres villes.
La résolution a de nouveau condamné les violations du droit international, y compris le nettoyage ethnique et l'entrave à l'aide humanitaire, saluant la création de la Commission d'experts en vertu de la résolution 780 (1992), lui demandant d'enquêter activement sur les violations des conventions de Genève. Le Conseil a ensuite décidé, en vertu du chapitre VII de la Charte des Nations unies, d'élargir la portée des sanctions internationales contre la république fédérale de Yougoslavie pour les appliquer aux navires avec lesquels elle a des intérêts ou opérant à partir de son territoire, appelant les États à garantir que les exportations ne soient pas détournées vers le pays en violation de la résolution 757 (1992). Il a également demandé des mesures adaptées aux circonstances actuelles pour arrêter le transport maritime entrant et sortant afin d'inspecter et de vérifier leurs cargaisons et leurs destinations et d'assurer la stricte mise en œuvre des résolutions précédentes. À cet égard, le Conseil a félicité les États riverains qui agissaient conformément aux résolutions du Conseil de sécurité.
La résolution 787 a ensuite demandé aux États concernés de coordonner avec le secrétaire général Boutros Boutros-Ghali la facilitation du contrôle du respect de la résolution, en fournissant toute assistance nécessaire. Concernant la situation humanitaire, le Conseil a exhorté les donateurs et les organisations internationales à contribuer aux efforts de secours dans l'ex-Yougoslavie, appelant à une pleine coopération avec la Force de protection des Nations unies (FORPRONU) pour assurer l'acheminement en toute sécurité de l'aide humanitaire à la population touchée. Il a également invité le secrétaire général, en consultation avec le Haut-Commissariat des Nations unies pour les réfugiés et d'autres agences, à envisager la possibilité de promouvoir des « zones de sécurité » à des fins humanitaires. Enfin, la résolution a salué le rapport des coprésidents du comité directeur de la Conférence internationale sur l'ex-Yougoslavie et a demandé d'être informé de la situation.
La résolution a été adoptée par 13 voix contre zéro, avec deux abstentions de la Chine et du Zimbabwe. La résolution 787 a été renforcée par la résolution 820 .

## Voir également
- Dislocation de la Yougoslavie
- Génocide bosniaque
- Guerre de Bosnie-Herzégovine
- Guerre de Croatie
- Guerres de Yougoslavie